# Hendecasis apiciferalis
Hendecasis apiciferalis là một loài bướm đêm trong họ Crambidae.